# 혈육마방
"혈육마방"은 한국에서 제작된 김영효 감독의 1979년 영화이다. 강대위 등이 주연으로 출연하였고 정진우 등이 제작에 참여하였다.

## 출연

### 주연
- 강대위
- 담도량
- 진혜민
- 왕종

## 기타
- 조명: 이민부
- 녹음: 김병수
- 미술: 이봉선